# Okay
Okay (o.k., OK, kay, k,) er et udråbsord (interjektion) fra engelsk. "Okay" benyttes som et udtryk for billigelse eller samtykke. Ordets betydning varierer dog en del afhængig af konteksten, ved kvalitetsbeskrivelsen af en ting eller begivenhed er ordet knap mere end en accept, i andre sammenhænge er ordet stærkt positivt og medgivende, på linje med fremragende, fantastisk etc.

## Etymologi
Den etymologiske oprindelse af ordet er til diskussion, men det er en udbredt opfattelse, at O.K. er en forkortelse for oll korrect, en bevidst fejlstavning af det engelske udtryk all correct (som løst oversat betyder "alt i orden"). 
Første gang O.K. stod på tryk var lørdag den 23. marts 1839. Da lod redaktøren i Boston Morning Post trykke en humoristisk artikel om et satirisk selskab, der kaldte sig Anti-Bell Ringing Society (= Modstandere af klokkeringning), hvor han skrev: "Formanden for Komitéen for velgørenhedsforedragklokker er en i deputationen, og måske hvis han tog tilbage til Boston, via Providence, så kunne ham med tidsskriftet, og hans følge, få sin "indsamlingsbøsse", et cetera, o.k. — all correct — og få propperne til at flyve op ligesom gnister." At gøre O.K. til en forkortelse for all correct var noget, der lå i tiden - på linje med i.s.b.d (it shall be done), r.t.b.s (remains to be seen), og s.p. (small potatoes). Disse forkortelser var de tidlige forgængere for OMG og LOL. En afart af trenden var at basere forkortelserne på afvigende stavemåder, fx no use forkortet til k.y. (know yuse) og all right forkortet til o.w. (oll write). 
Udtrykket blev i 1840 en del af præsidentvalget, som slogan for genvalg af den demokratiske kandidat Martin van Buren som præsident med henvisning til hans øgenavn "Old Kinderhook" (han var født i Kinderhook).  Van Burens rival William Henry Harrison gjorde grin med modstanderens slogan ved at nytolke det som Out of Kash, Orful Kalamity, m.fl. Omkring 1832 blev Seba Smith sigtet for ærekrænkelse ved at påstå, at præsident Andrew Jackson havde underskrevet et dokument fra embedsmanden Amos Kendell med "OK Amos". Muligvis havde Jackson skrevet OR i betydningen Order Recorded (= Taget til efterretning); men en avis, der omtalte sagen, hævdede, at bogstaverne O.K. var blevet "en type parti-råb (for demokraterne) og fæstet til deres bannere".
På choctaw-sproget betyder ordet okeh "sådan er det". Det har været påstået, at Andrew Jackson under slaget om New Orleans i 1815 lærte ordet, syntes om det, og tog det i brug. Præsident Woodrow Wilson foretrak også denne etymologi, og skrev okeh, når han signerede officielle dokumenter.  Denne stavemåde blev plukket op af blandt andre pladeselskabet Okeh Records. 
Udtrykket har også været tilskrevet afrikanske slaver i USA. På mandingo-sproget, der tales i Senegal og Gambia, betyder o ke noget i retning af "det er rigtigt". På wolof-sproget siger man waw kay med samme betydning. 
Udtrykket har også været forklaret som en amerikanisering af det franske au quai (= til kaj), ment som en klarmelding til skibe om, at de kan lægge til. 
Andre forklaringer har været, at O.K. kommer fra det tyske alles korrekt eller Ober-Kommando, fra skotsk och aye, fra græsk olla kallá eller fra latin omnes korrecta. Andre forklaringer knyttes til bagere, der trykkede initialer på kiks, eller skibsbyggere, der mærkede trævirke som outer keel, eller soldater i den amerikanske borgerkrig, der bar tegnet for zero killed (= 0 dræbte).  Udtrykket var imidlertid i brug flere tiår før borgerkrigen.
Det ældste forslag stammer fra græsk. De to græske bogstaver omega og khi forekommer i et værk kaldet Geoponika  fra 920, og er en trylleformel, der, hvis fremsagt to gange, skulle fjerne lopper. 